# なかったコトにして
「なかったコトにして」は、2000年6月21日に発売された郷ひろみ79作目のシングル。

## 解説
HYPER GO号とのコラボレーション・シングル。日本テレビ系『ダウンタウンDX』の2000年7～9月度エンディングテーマ及びサンヨー食品「NEWカップスター」のCMソング。オリコンシングルチャートで初登場8位を記録。郷の同チャートでのTOP10入りは1984年「2億4千万の瞳」（最高位7位）以来で、初登場TOP10入りは1977年「帰郷/お化けのロック」（初登場2位）以来。

## 収録曲
1. なかったコトにして
作詞：森浩美
作曲・編曲：ダンス☆マン
ホーンアレンジ：川松久芳
2. なかったコトにして (Funky Disco,REMIX MAN MIX)
3. なかったコトにして (Original KARAOKE)